# Канделябровые первоцветы
Канделябровые первоцветы, или канделябровые примулы (лат. Proliferae, ранее Candelabra) — секция в роде Первоцвет (Primula), которая объединяет виды, в основном происходящие с Дальнего Востока. У представителей секции характерны ярусы — яркие цветки собраны в мутовчатые соцветия, расположенные через промежутки вокруг сильных вертикальных цветоносов.
Эта группа примул цветет позже остальных — в конце весны, в июне-июле, а примула припудренная — даже в августе.
Представители группы являются популярными декоративными растениями для влажных, тяжелых, нейтральных или кислых почв. Хорошо уживаются с другими растениями, например, рододендронами, которые живут в аналогичных условиях.

## Описание
Листья крупные, у некоторых видов вечнозеленые. Чаще двулетники, при благоприятных условиях — многолетники.

## Выращивание
Канделябровые первоцветы — влаголюбивые растения, предпочитающие прохладное лето. Они хорошо чувствуют себя на влагоудерживающей, богатой гумусом, слабокислой почве, но при этом не любят застоя воды. По отношению к освещению — предпочитают полутень, вдали от жаркого летнего солнца, но не в глубокой тени. Они хорошо чувствуют себя на тенистых влажных бордюрах, выходящих на север, во влажном лесном саду или на берегу ручья или пруда.
Зоны морозостойкости USDA: от 4 до 9 (зима от −1.1 °C  до −34,4 °C).

## Виды
Включает около 30 видов, произрастающих в основном в горах на юго-западе Китая, в Бирме, Индии, в горах Японии, Суматры, Явы.
- Primula aurantiaca — Первоцвет оранжевый, или Примула оранжевая
- Primula bulleyana — Первоцвет Буллея
  - включая Primula beesiana — Первоцвет Бисса
- Primula burmanica — Первоцвет бирманский, или Примула бирманская
- Primula chungensis
- Primula cockburniana — Первоцвет Кокбурна, или Примула Кокбурна
- Primula cooperi
- Primula japonica — Первоцвет японский
- Primula mallophylla
- Primula melanodonta
- Primula miyabeana
- Primula poissonii — Первоцвет Пойссона, или Примула Пойссона[5]
- Primula polonensis
- Primula prenantha
- Primula prolifera
  - включая Primula helodoxa
- Primula pulverulenta — Первоцвет припудренный
- Primula secundiflora
- Primula serratifolia
- Primula stenodonta
- Primula wilsonii — Первоцвет Вильсона